# Данило Тюрк
Дани́ло Тюрк (словен. Danilo Türk; нар. 19 лютого 1952, Марибор) — словенський політик, юрист, фахівець у галузі міжнародного права, дипломат, 3-й президент Словенії (2007—2012).

## Життєпис
Данило Тюрк народився в 1952 році в місті Мариборі. Отримав диплом юриста в університеті Любляни. У 1982 захистив докторську дисертацію в області міжнародного права. Автор книги «Принцип невтручання в міжнародних відносинах і міжнародному праві» (Любляна, 1984) і близько 100 статей, зокрема з питань прав людини, прав меншин, використання сили державами, ГАТТ тощо. Читав лекції в університетах Європи і США.
З 1984 працював в системі ООН — був членом підкомісії із запобігання дискримінації і захисту меншин, в 1990 займав пост її голови. Був спеціальним доповідачем цієї підкомісії з економічних, соціальних і культурних прав (1988—1992) і з права на свободу і висловлювання думок (1989—1992).
Після розпаду Югославії з 1992 по 2000 роки він був постійним представником Словенії в ООН. У цей період брав участь в значній кількості консультативних зустрічей, що проводилися Верховним комісаром у справах національних меншин. У 1994—1997 одночасно був головою робочої групи Третього комітету Генеральної Асамблеї ООН з реформи механізмів ООН в області прав людини. У 1997—1998 також був членом Комітету з прав людини, установленої Міжнародною угодою з цивільних і політичних прав. У 1998—1999, одночасно, представляв Словенію в Раді Безпеки (СБ) ООН, очолював Комітет Ради Безпеки з резолюції Совбеза № 748 від 1992 (санкції проти Лівії), був головою Ради Безпеки.
У 2000—2005 — помічник з політичних питань генерального секретаря ООН Кофі Аннана.
З 2005 — професор, керівник кафедри міжнародного права юридичного факультету Люблянського університету.
У червні 2007 кандидатура Данила Тюрка була висунута на пост президента Словенії від блоку лівоцентристських партій (основну роль в нім грала Соціал-демократична партія). 21 жовтня 2007 в першому турі президентських виборів він зайняв друге місце (24,54 % голосів), відставши від кандидата від правоцентристського урядового блоку Лойзе Петерле (28,5 %). 11 листопада 2007 з результатом 68 % голосів переміг у другому турі президентських виборів свого конкурента Лойзе Петерле. 23 грудня 2007 офіційно вступив на посаду, ставши третім президентом незалежної Словенії.
11 жовтня 2011 року Президент Республіки Словенія Данило Тюрк відвідав з офіційним дводенним візитом Україну.
У грудні 2015 року був висунутий урядом Словенії на посаду генерального секретаря Організації Об'єднаних Націй.